# Gouvernement Nadingar I
IIIe République
Abbas Nadingar II
Le Gouvernement Emmanuel Nadingar (1) est le gouvernement de la république du Tchad du 5 mars 2010 au 17 août 2011.

## Composition

### Initiale (5 mars 2010)
La composition est la suivante.
Les nouveaux ministres sont indiqués en gras, ceux ayant changé d'attributions en italique.
| Portefeuille                                                                                                | Nom | Nom                         | Parti |
| --- | --- | --------------------------- | ----- |
| Premier ministre                                                                                            |     | Emmanuel Nadingar           | MPS   |
| Ministre de la Défense nationale                                                                            |     | Wadal Abdelkader Kamougué   |       |
| Ministre des Affaires étrangères, intégration africaine et Coopération internationale                       |     | Moussa Faki Mahamat         |       |
| Ministre de la Garde des Sceaux, justice                                                                    |     | Mbaïlaou Naïmbaye Lossimian |       |
| Ministre de l'Économie et du Plan                                                                           |     | Mahamat Ali Hassan          |       |
| Ministre de la Communication, porte-parole du gouvernement                                                  |     | Kedellah Younous            |       |
| Ministre des Infrastructures et Transports                                                                  |     | Adoum Younousmi             |       |
| Ministre de l'Intérieur et de la Sécurité                                                                   |     | Ahmat Mahamat Bâchir        |       |
| Ministre de l'Environnement et des Ressources halieutiques                                                  |     | Hassan Terap                |       |
| Ministre des Finances et du Budget                                                                          |     | Gata Ngoulou                |       |
| Ministre de l'Elevage et des Ressources animales                                                            |     | Ahmat Rakhis Manany         |       |
| Ministre de la Santé publique                                                                               |     | Oufta Boguena               |       |
| Ministre de l'Education nationale                                                                           |     | Abderahim Younous Ali       |       |
| Ministre de l'Enseignement supérieur, Recherche scientifique et Formation professionnelle                   |     | Ahmat Taboye                |       |
| Ministre de l'Agriculture et de l'Irrigation                                                                |     | Albert Pahimi Padacké       |       |
| Ministre des Mines et de la Géologie                                                                        |     | Hassane Saline              |       |
| Ministre du Pétrole et de l'Energie                                                                         |     | Tabé Eugène                 |       |
| Ministre de l'Aménagement du territoire, de l'Urbanisme et de l'Habitat                                     |     | Djimrangar Dadnadji         |       |
| Ministre de l'Action sociale, de la Solidarité nationale et de la Famille                                   |     | Ngarmbatna Carmel Soukate   |       |
| Ministre des Droits de l'Homme et de la Promotion des libertés fondamentales                                |     | Abderamane Djasnabaille     |       |
| Ministre de la Fonction publique et du Travail                                                              |     | Abdoulaye Abakar            |       |
| Ministre des Postes et des Technologies de l'Information et de la Communication                             |     | Jean Bawoyeu Alingué        |       |
| Ministre de la Micro-Finance et de la Lutte contre la pauvreté                                              |     | Fatimé Tchombi              |       |
| Ministre de l'Assainissement public et de la Promotion de la bonne gouvernance                              |     | Ahmadaye Alhassane          |       |
| Ministre de la Culture, de la Jeunesse et des Sports                                                        |     | Djibert Younous             |       |
| Ministre du Développement touristique et de l'Artisanat                                                     |     | Mahamat Allahou Taher       |       |
| Ministre du Commerce et de l'Industrie                                                                      |     | Youssouf Abassalah          |       |
| Ministre de l'Eau                                                                                           |     | Ahmat Mahamat Karambal      |       |
| Ministre délégué auprès du Premier ministre                                                                 |     | Hamid Mahamat Dahlob        |       |
| Ministre secrétaire général du gouvernement chargé des relations avec l'Assemblée nationale                 |     | Assia Abbo                  |       |
| Secrétaire d'État aux affaires étrangères, à l'Intégration africaine et à la coopération internationale     |     | Mahamat Béchir Okormi       |       |
| Secrétaire d'État aux finances et au budget                                                                 |     | Habiba Sahoulba             |       |
| Secrétaire d'État aux Infrastructures et aux transports                                                     |     | Mahamat Mamadou Addy        |       |
| Secrétaire d'État à l'Intérieur et à la Sécurité                                                            |     | Bichara Issa Djadallah      |       |
| Secrétaire d'État à l'Education nationale                                                                   |     | Khadidja Hassaballah        |       |
| Secrétaire d'État à l'Enseignement supérieur, à la Recherche scientifique et à la Formation professionnelle |     | Yaya Djabaye                |       |
| Secrétaire d'État à l'Aménagement du Territoire, à l'Urbanisme et à l'Habitat                               |     | Laona Gong Raoul            |       |
| Secrétaire d'État à la Santé publique                                                                       |     | Mahadié Outman Issa         |       |
| Secrétaire d'État à l'Agriculture et à l'Irrigation                                                         |     | Mariam Attahir              |       |
| Secrétaire d'État aux Actions sociales, à la Solidarité nationale et aux Familles                           |     | Naïma Abdelmouti            |       |
| Secrétaire général adjoint du gouvernement                                                                  |     | Ousman Moussa Mahamat       |       |